# Evagetes dubius
Evagetes dubius é uma espécie de insetos himenópteros, mais especificamente de vespas pertencente à família Pompilidae.
A autoridade científica da espécie é Vander Linden, tendo sido descrita no ano de 1827.
Trata-se de uma espécie presente no território português.